# Johnny Gaudreau
John Michael „Johnny“ Gaudreau (13. srpna 1993 Salem, New Jersey – 29. srpna 2024 Oldmans Township, New Jersey) byl americký hokejový útočník, který naposledy působil v zámořské NHL v klubu Columbus Blue Jackets.

## Hráčská kariéra
V letech 2011–2014 hrál za Boston College Eagles v I. divizi NCAA. V roce 2014 byl draftován Flames ve 4. kole z celkového 104. místa. Přezdívalo se mu „Johnny hokej“ díky jeho technické zdatnosti. V roce 2014 se stal vítězem Hobey Baker Memorial Award jako nejlepší hráč NCAA. Během jeho první sezóny v NHL (2014–2015) byl vybrán do NHL All–Star Game 2015. V roce 2015 se stal finalistou Calder Memorial Trophy pro nejlepšího nováčka ligy. S Calgary Flames se 11. října 2016 dohodl na šestiletém kontraktu v hodnotě 40,5 milionu dolarů.

## Reprezentační kariéra
V roce 2013 byl vybrán, aby reprezentoval Spojené státy na Mistrovství světa juniorů v ledním hokeji 2013. Svými sedmi góly výrazně pomohl USA k zisku zlatých medailí. Zvýraznil se především ve čtvrtfinálovém souboji s Českou republikou, ve kterém vstřelil hattrick. V semifinále proti Kanadě pak přidal další dva góly. Byl zvolen do turnajového All Star týmu.
V roce 2014 byl jmenován do hlavního týmu USA na Mistrovství světa v běloruském Minsku. Svůj první gól za seniory vstřelil hned v prvním zápase proti domácímu výběru Běloruska, přičemž přidal ještě dvě asistence. I když tým USA vyřadila ve čtvrtfinále Česká republika, Gaudreau skončil v bodování desátý se dvěma brankami a osmi asistencemi.
Dne 2. března 2016 jej kanadský trenér Todd McLellan zařadil na svou soupisku Výběru severoamerických hráčů do 23 let pro Světový pohár v ledním hokeji 2016 v Torontu. S týmem obsadil konečné 5. místo, když nedokázali postoupit ze skupiny. Na turnaji zaznamenal ve třech odehraných utkáních čtyři kanadské body za 2 branky a 2 asistence.

## Úmrtí
Večer 29. srpna 2024 tragicky zemřel, při jízdě se svým mladším bratrem Matthewem na kole je srazil autem opilý řidič. Server CBS News nejprve informoval o dvou mrtvých cyklistech v Salemu, kde Gaudreau bydlel a kde se také narodil. Že šlo skutečně o něj a jeho bratra, později potvrdil klub Columbus Blue Jackets na svých sociálních sítích.

## Prvenství
- Debut v NHL – 13. dubna 2014 (Vancouver Canucks proti Calgary Flames)
- První gól v NHL – 13. dubna 2014 (Vancouver Canucks proti Calgary Flames, švédskému brankáři Jacob Markström)
- První asistence v NHL – 19. října 2014 (Winnipeg Jets proti Calgary Flames)
- První hattrick v NHL – 22. prosince 2014 (Los Angeles Kings proti Calgary Flames)

## Klubová statistika
| Sezóna      | Klub                    | Soutěž      |     | Základní část | Základní část | Základní část | Základní část | Základní část |    | Play off | Play off | Play off | Play off | Play off |
| Sezóna      | Klub                    | Soutěž      | Z   | G             | A             | B             | TM            | Z             | G  | A        | B        | TM       |          |          |
| 2009/10     | Team Comcast            | Midget AAA  | 46  | 29            | 27            | 56            | —             | —             | —  | —        | —        | —        |          |          |
| 2010/11     | Dubuque Fighting Saints | USHL        | 60  | 36            | 36            | 72            | 36            | 11            | 5  | 6        | 11       | 6        |          |          |
| 2011/12     | Boston College          | HE          | 44  | 21            | 23            | 44            | 10            | —             | —  | —        | —        | —        |          |          |
| 2012/13     | Boston College          | HE          | 35  | 21            | 30            | 51            | 29            | —             | —  | —        | —        | —        |          |          |
| 2013/14     | Boston College          | HE          | 40  | 36            | 44            | 80            | 14            | —             | —  | —        | —        | —        |          |          |
| 2013/14     | Calgary Flames          | NHL         | 1   | 1             | 0             | 1             | 0             | —             | —  | —        | —        | —        |          |          |
| 2014/15     | Calgary Flames          | NHL         | 80  | 24            | 40            | 64            | 14            | 11            | 4  | 5        | 9        | 6        |          |          |
| 2015/16     | Calgary Flames          | NHL         | 79  | 30            | 48            | 78            | 18            | —             | —  | —        | —        | —        |          |          |
| 2016/17     | Calgary Flames          | NHL         | 72  | 18            | 43            | 61            | 4             | 4             | 0  | 2        | 2        | 0        |          |          |
| 2017/18     | Calgary Flames          | NHL         | 80  | 24            | 60            | 84            | 26            | —             | —  | —        | —        | —        |          |          |
| 2018/19     | Calgary Flames          | NHL         | 82  | 36            | 63            | 99            | 24            | 5             | 0  | 1        | 1        | 2        |          |          |
| 2019/20     | Calgary Flames          | NHL         | 70  | 18            | 40            | 58            | 12            | 10            | 4  | 3        | 7        | 0        |          |          |
| 2020/21     | Calgary Flames          | NHL         | 56  | 19            | 30            | 49            | 6             | —             | —  | —        | —        | —        |          |          |
| 2021/22     | Calgary Flames          | NHL         | 82  | 40            | 75            | 115           | 26            | 12            | 3  | 11       | 14       | 2        |          |          |
| 2022/23     | Columbus Blue Jackets   | NHL         | 80  | 21            | 53            | 74            | 22            | —             | —  | —        | —        | —        |          |          |
| 2023/24     | Columbus Blue Jackets   | NHL         | 81  | 12            | 48            | 60            | 22            | —             | —  | —        | —        | —        |          |          |
| NHL celkově | NHL celkově             | NHL celkově | 763 | 243           | 500           | 743           | 176           | 42            | 11 | 22       | 33       | 10       |          |          |

## Reprezentace
| Rok                    | Tým                    | Soutěž                 | Z  | G  | A  | B  | TM |
| ---------------------- | ---------------------- | ---------------------- | -- | -- | -- | -- | -- |
| 2013                   | USA 20                 | MSJ                    | 7  | 7  | 2  | 9  | 4  |
| 2014                   | USA                    | MS                     | 8  | 2  | 8  | 10 | 2  |
| 2016                   | Výběr Severní Ameriky  | SP                     | 3  | 2  | 2  | 4  | 0  |
| 2017                   | USA                    | MS                     | 8  | 6  | 5  | 11 | 0  |
| 2018                   | USA                    | MS                     | 10 | 1  | 8  | 9  | 12 |
| 2019                   | USA                    | MS                     | 6  | 1  | 1  | 2  | 2  |
| 2024                   | USA                    | MS                     | 8  | 3  | 8  | 11 | 0  |
| Juniorská reprezentace | Juniorská reprezentace | Juniorská reprezentace | 7  | 7  | 2  | 9  | 4  |
| Seniorská reprezentace | Seniorská reprezentace | Seniorská reprezentace | 43 | 15 | 32 | 47 | 16 |